# Туманов, Георгий Михайлович
Князь Георгий Михайлович Туманов  (8 февраля 1854 или 1853, Тифлис, Кавказское наместничество, Российская империя — 26 января 1920, Тифлис, Грузинская демократическая республика) — русский и грузинский журналист, издатель и общественный деятель.

## Биография
Родился 8 февраля 1854 года в Тифлисе. Выходец из грузинского княжеского рода Тумановых (Туманишвили). В 1871 году окончил Тифлисскую гимназию, в 1875 году — юридический факультет Новороссийского (Одесского) университета со званием кандидата прав.
После этого вернулся на Кавказ, где служил сперва судебным следователем в Поти, а затем в Тифлисе, в канцелярии кавказского наместника начальником крестьянского отдела, ведавшего делами крестьян и сельского хозяйства на Кавказе.
Литературную деятельность начал на грузинском языке в газете «Дроеба», где поместил критические статьи о грузинских романистах Рчеулове, Чонкадзе, Ардазиани и других, и в «Иверии», где писал о земстве, вёл рубрику «Обозрение русской жизни» и театральную хронику.
В 1878—79 годах издал «Тифлисский альманах», литературный сборник в двух частях на грузинском языке. В 1891 году, вместе с братьями Василием и Константином, купил тифлисскую газету «Новое обозрение» у Нико Николадзе, главным редактором которой затем оставался более 10 лет.
Также создал издательство, выпускавшее книги на грузинском языке, в частности, впервые издал стихотворения Николая  Бараташвили и ряда других поэтов в виде книг (до этого они печатались лишь на страницах периодических изданий).
На протяжении почти 30 лет Туманов избирался гласным (депутатом) Тифлисской городской думы. В этом качестве он способствовал учреждению Грузинского драматического общества, и Тифлисского  политехнического института.
На русском языке им были написаны изданы книги: «Характеристики и воспоминания» (Тифлис, 1901) о кавказских писателях и деятелях культуры, «Кавказ» (1887—1891; справочная книга с приложениями, в соавторстве с братом Константином), «Земельные вопросы и преступность на Кавказе» (СПб., 1901), «К истории грузинского театра». Также опубликовал множество статей по вопросам, связанным с Кавказом в столичных периодических изданиях: «Русской мысли», «Голосе», «Молве», «Вестнике Европы».
Скончался в Тифлисе в 1920 году.